# Máy bán hàng

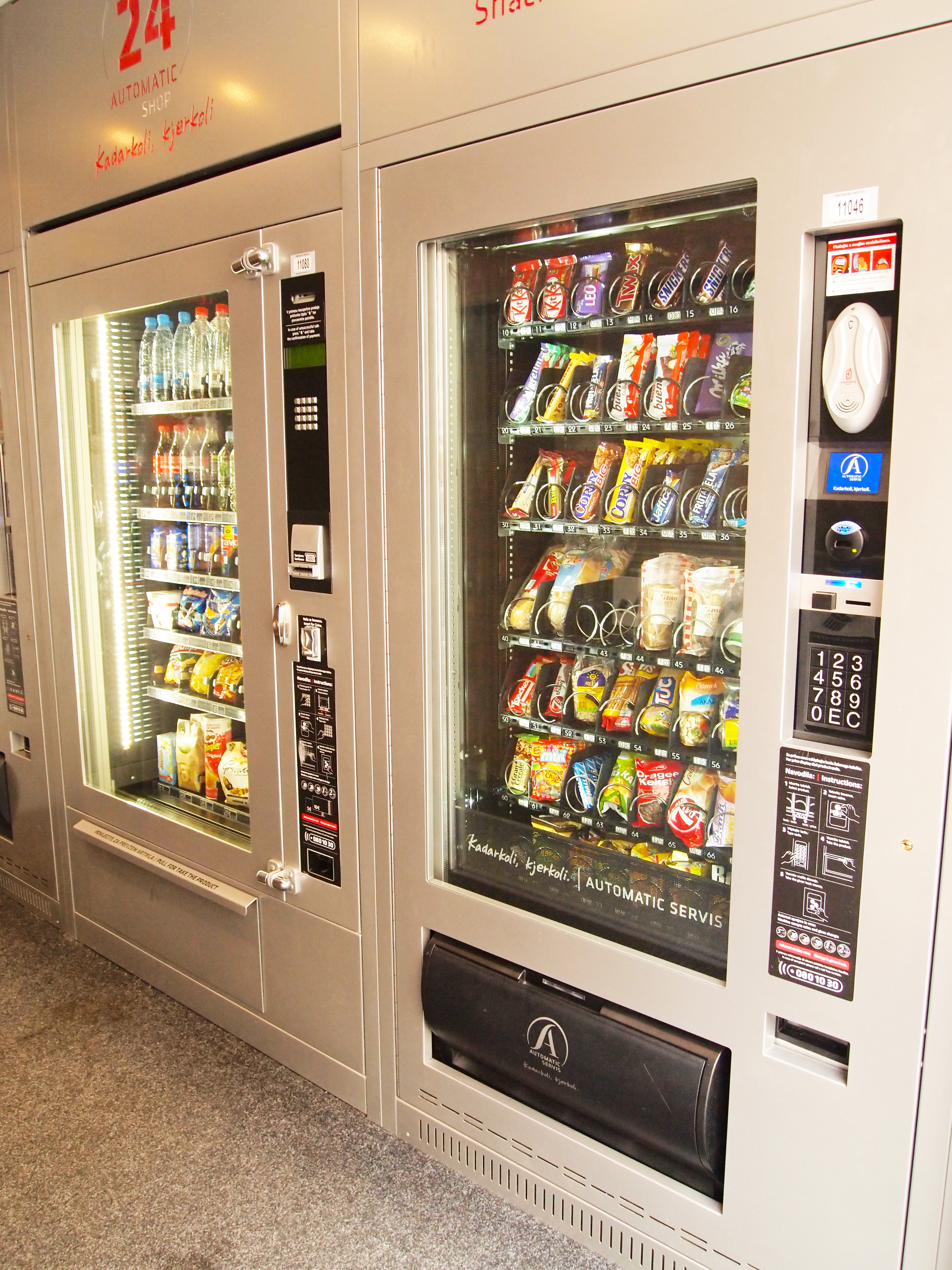
Máy bán nước uống ở Slovenia

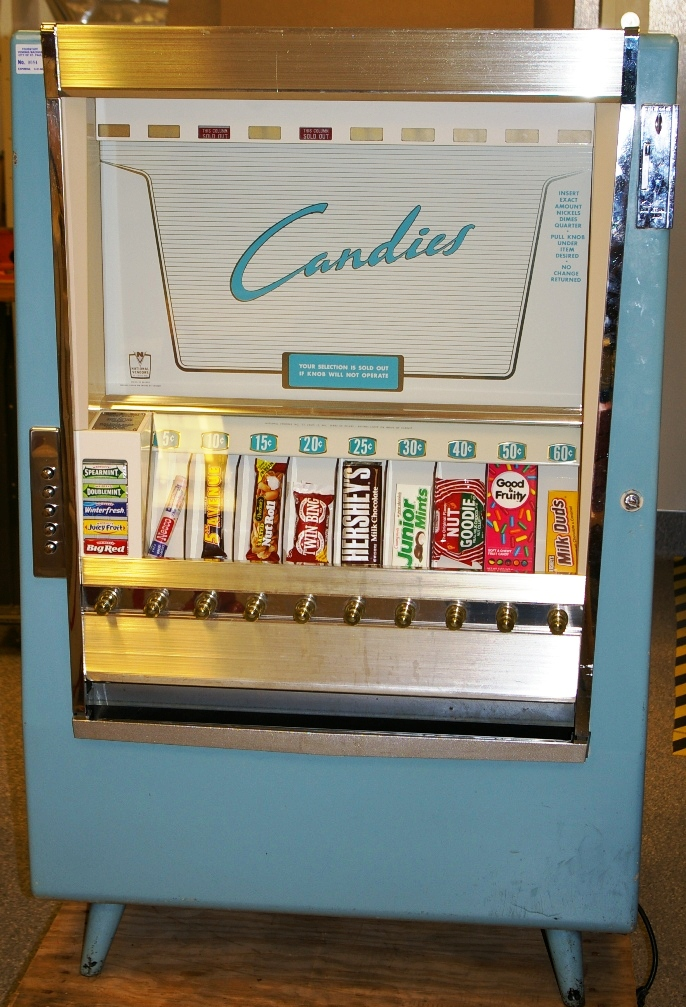
Máy bán đồ ăn nhanh được sản xuất năm 1952

Máy bán hàng hay máy bán hàng tự động  là một máy tự động cung cấp các mặt hàng như đồ ăn nhẹ, đồ uống, thuốc lá và vé số cho người tiêu dùng sau khi đưa tiền mặt, thẻ tín dụng hoặc thẻ được thiết kế đặc biệt vào máy. Máy bán hàng tự động hiện đại đầu tiên được phát triển ở Anh vào đầu những năm 1880 để phát bưu thiếp. Máy bán hàng tự động tồn tại ở nhiều quốc gia và trong thời gian gần đây, máy bán hàng tự động chuyên dụng cung cấp các sản phẩm ít phổ biến hơn so với các mặt hàng máy bán hàng tự động truyền thống đã được tạo ra.

## Lịch sử

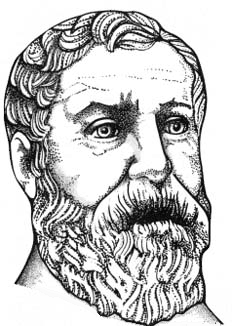
Mô tả của người Đức vào thế kỷ 17 về Hero xứ Alexandria, kỹ sư ở Ai Cập La Mã thế kỷ 1, người đã phát minh ra máy bán hàng tự động thời kỳ đầu

Tài liệu tham khảo sớm nhất về máy bán hàng tự động là trong tác phẩm của Hero xứ Alexandria, một kỹ sư và nhà toán học ở Ai Cập La Mã vào thế kỷ thứ nhất. Máy của ông chấp nhận một đồng xu và sau đó phân phối nước thánh. Khi đồng xu được đặt cọc, nó rơi xuống một cái chảo gắn với một đòn bẩy. Cần gạt mở một van để một lượng nước chảy ra ngoài. Chiếc chảo tiếp tục nghiêng theo trọng lượng của đồng xu cho đến khi nó rơi ra, lúc này một đối trọng đã vặn cần gạt lên và tắt van.
Các máy phân phối thuốc lá hoạt động bằng đồng xu đã được vận hành sớm nhất vào năm 1615 tại các quán rượu ở Anh. Máy có thể di động và làm bằng đồng thau. Một người bán sách người Anh, Richard Carlile, đã phát minh ra một chiếc máy phân phát báo để phổ biến các tác phẩm bị cấm vào năm 1822. Simeon Denham đã được trao Bằng sáng chế số của Anh. 706 cho máy phân phối tem của ông vào năm 1867, máy bán hàng tự động hoàn toàn đầu tiên.

### Máy bán hàng tự động hiện đại

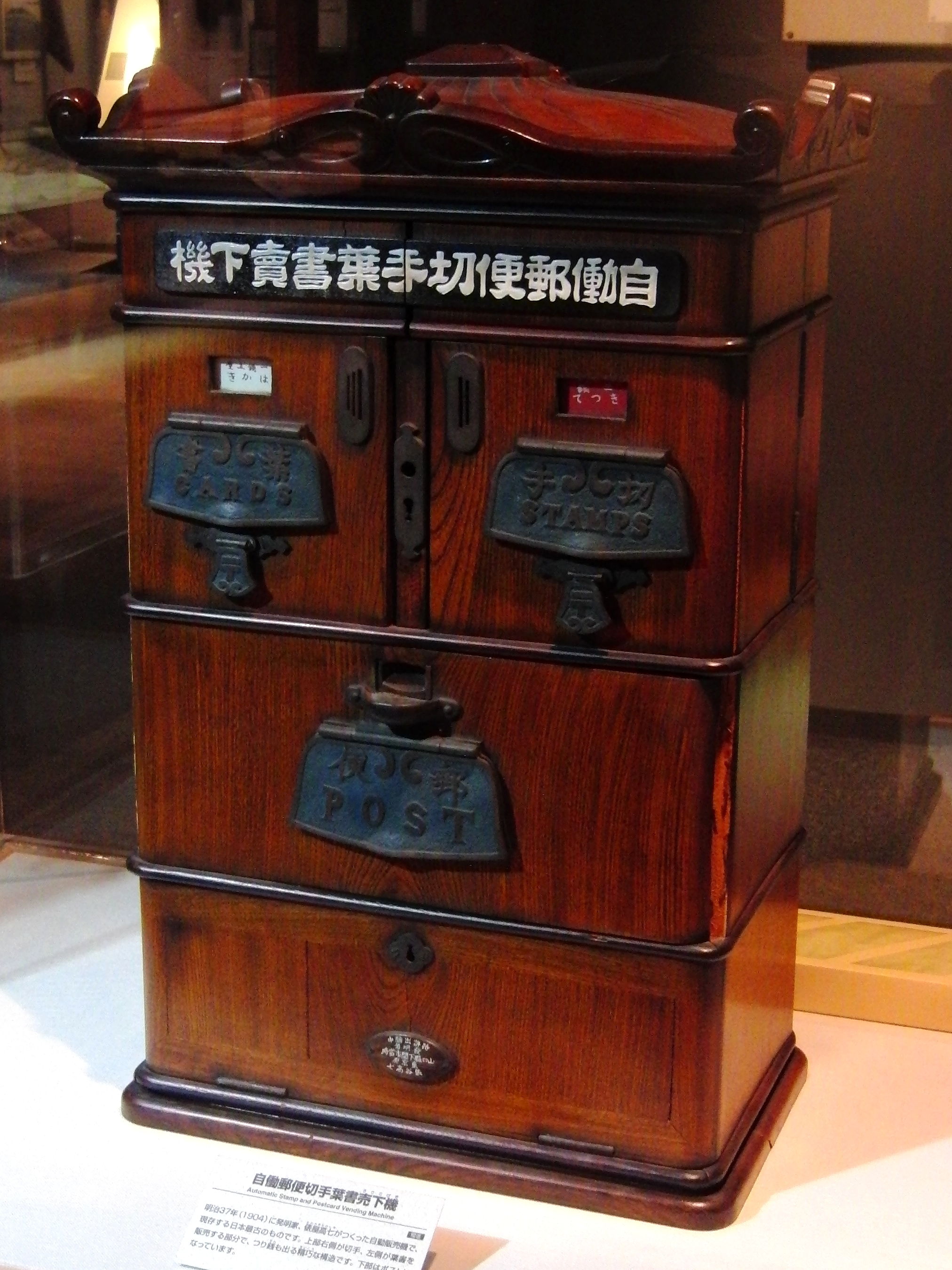
Một máy bán tem và bưu thiếp tự động do Takashichi Tawaraya chế tạo vào năm 1904 tại Nhật Bản.

Các máy bán hàng tự động hoạt động bằng đồng xu hiện đại đầu tiên được giới thiệu ở London, Anh vào đầu những năm 1880, chuyên phát bưu thiếp. Máy được Percival Everitt phát minh vào năm 1883 và nhanh chóng trở thành một tính năng phổ biến tại các nhà ga và bưu điện, phân phát phong bì, bưu thiếp và giấy ghi chú. Công ty Giao hàng Tự động Sweetmeat được thành lập vào năm 1887 tại Anh với tư cách là công ty đầu tiên chủ yếu giải quyết việc lắp đặt và bảo trì máy bán hàng tự động. Năm 1893, Stollwerck, một nhà sản xuất sô cô la của Đức, đã bán sô cô la của mình trong 15.000 máy bán hàng tự động. Nó thành lập các công ty riêng biệt ở các vùng lãnh thổ khác nhau để sản xuất máy bán hàng tự động không chỉ bán sô cô la mà còn bán thuốc lá, diêm, kẹo cao su và các sản phẩm xà phòng.
Máy bán hàng tự động đầu tiên ở Mỹ được xây dựng vào năm 1888 bởi Công ty Thomas Adams Gum, bán kẹo cao su trên các sân ga của Thành phố New York. Ý tưởng thêm trò chơi vào những chiếc máy này như một động lực để mua hàng xuất hiện vào năm 1897 khi Công ty Sản xuất Pulver thêm vào những con số nhỏ, những con số này sẽ di chuyển bất cứ khi nào ai đó mua kẹo cao su từ máy của họ. Ý tưởng này đã tạo ra một loại thiết bị cơ khí hoàn toàn mới được gọi là "máy kích thích thương mại".

## Cơ chế
Giao tiếp nội bộ trong các máy bán hàng tự động thường dựa trên tiêu chuẩn MDB, được hỗ trợ bởi Hiệp hội Bán hàng Tự động Quốc gia (NAMA) và Hiệp hội Dịch vụ Cà phê & Bán hàng Tự động Châu Âu (EVA).
Sau khi thanh toán đã được thực hiện, một sản phẩm có thể có sẵn bằng cách:
- máy giải phóng nó, để nó rơi vào một ngăn mở ở phía dưới, hoặc vào một cái cốc, hoặc được thả ra trước, hoặc do khách hàng đưa vào, hoặc
- mở khóa cửa, ngăn kéo hoặc xoay núm.

Một số sản phẩm cần được chuẩn bị để có sẵn. Ví dụ, vé được in hoặc từ hóa ngay tại chỗ, và cà phê mới được pha. Một trong những hình thức phổ biến nhất của máy bán hàng tự động, máy bán đồ ăn nhanh, thường sử dụng một cuộn dây kim loại mà khi được đặt hàng sẽ quay để phát hành sản phẩm.

Ví dụ chính về máy bán hàng tự động cho phép truy cập vào tất cả hàng hóa sau khi thanh toán cho một mặt hàng là máy bán báo (còn gọi là hộp bán hàng tự động) được tìm thấy chủ yếu ở Hoa Kỳ và Canada. Nó chứa một đống báo giống hệt nhau. Sau khi bán, cửa tự động trở lại vị trí khóa. Một khách hàng có thể mở hộp và lấy tất cả các tờ báo hoặc vì lợi ích của những khách hàng khác, để tất cả các tờ báo bên ngoài hộp, từ từ đưa cánh cửa về vị trí không chốt hoặc chặn cửa đóng hoàn toàn, mỗi tờ báo thường không được khuyến khích, đôi khi bởi một kẹp bảo mật. Sự thành công của những chiếc máy như vậy được dự đoán dựa trên giả định rằng khách hàng sẽ trung thực (do đó có biệt danh là "hộp danh dự"), và chỉ cần một bản sao.

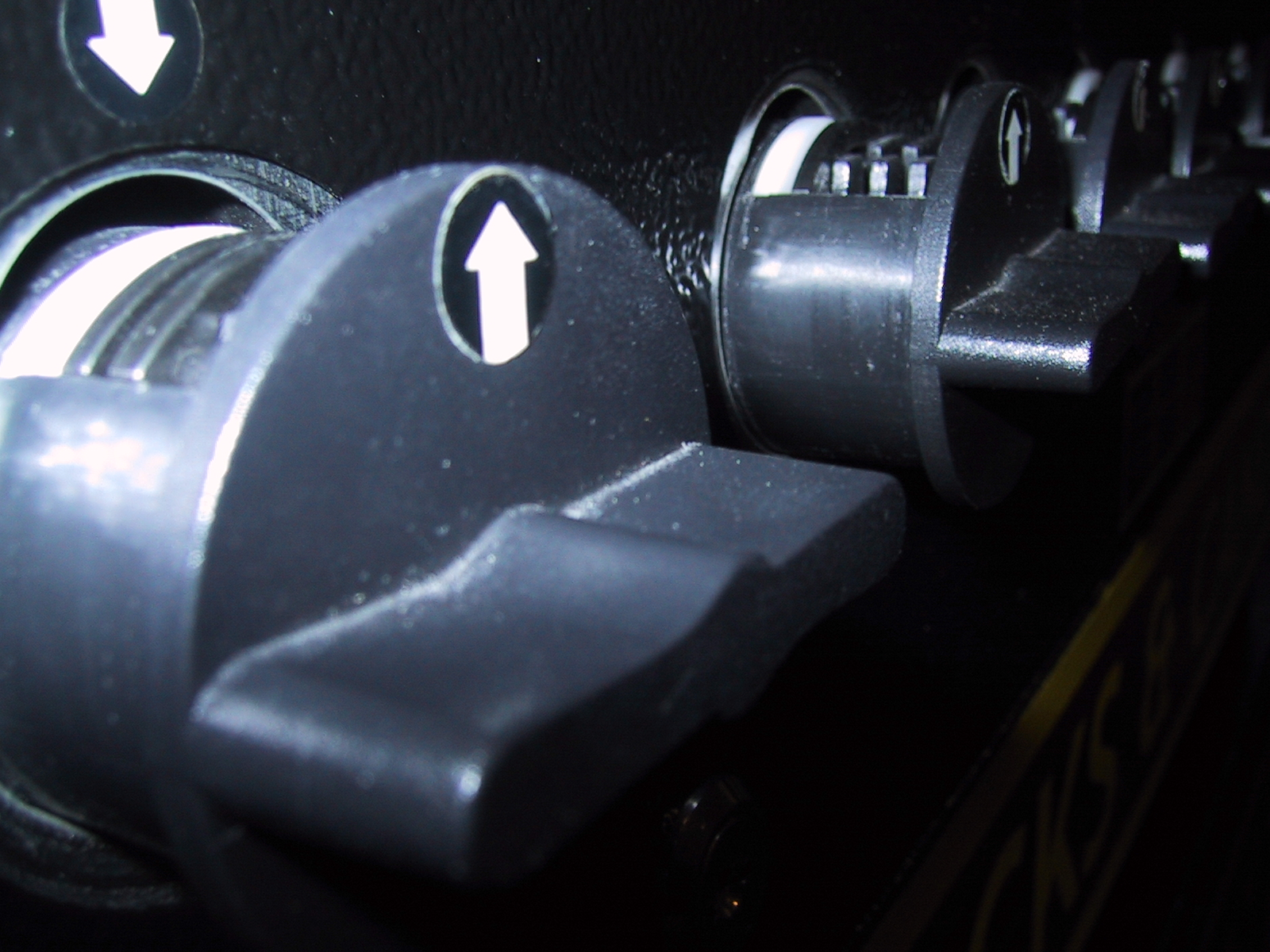
Máy bán hàng tự động hoạt động bằng đồng xu hoàn toàn bằng cơ khí tại một khách sạn
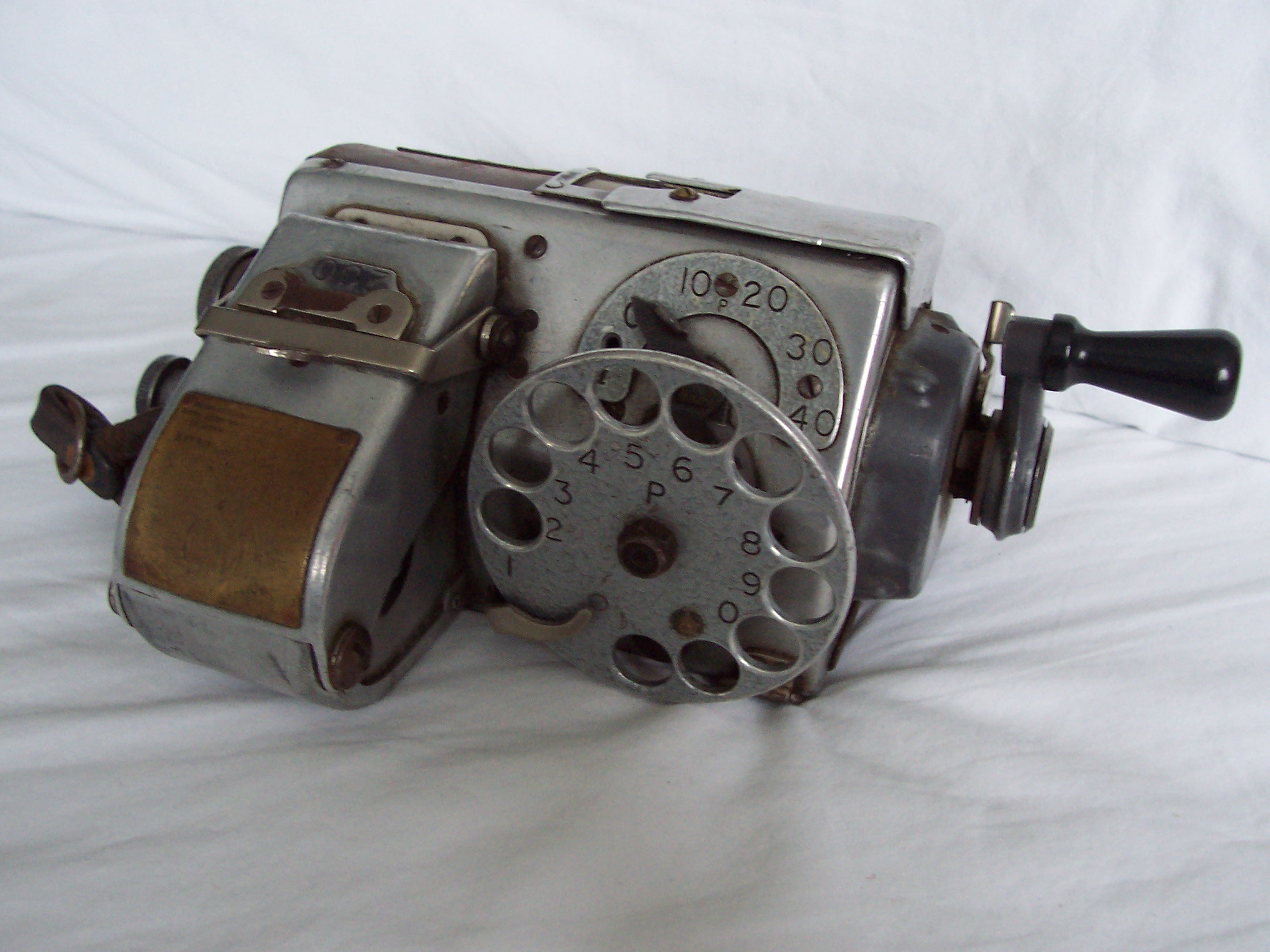
Máy bán vé hoạt động bằng cách quay tay quay
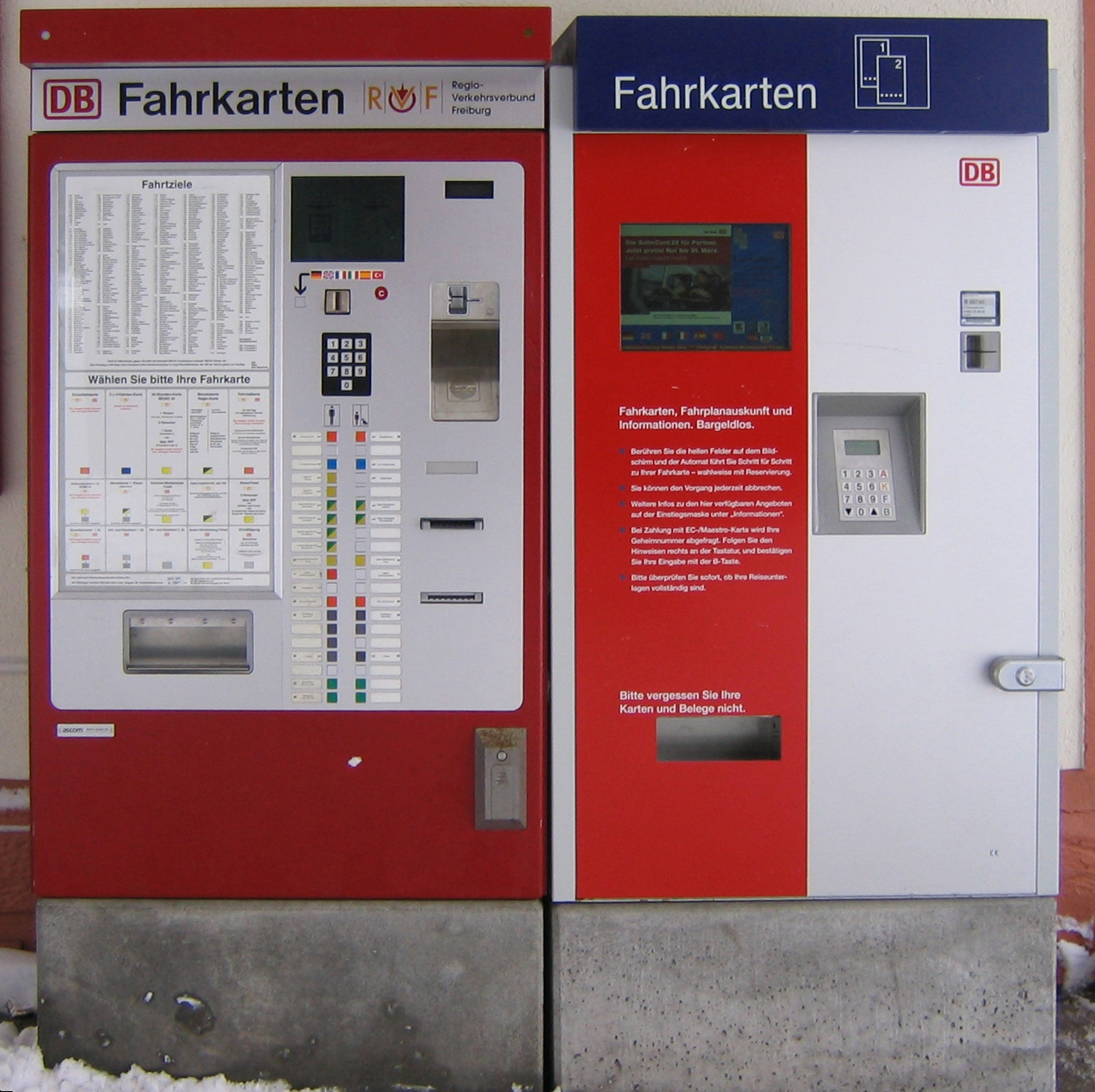
Máy bán vé màn hình cảm ứng và nút bấm ở Đức
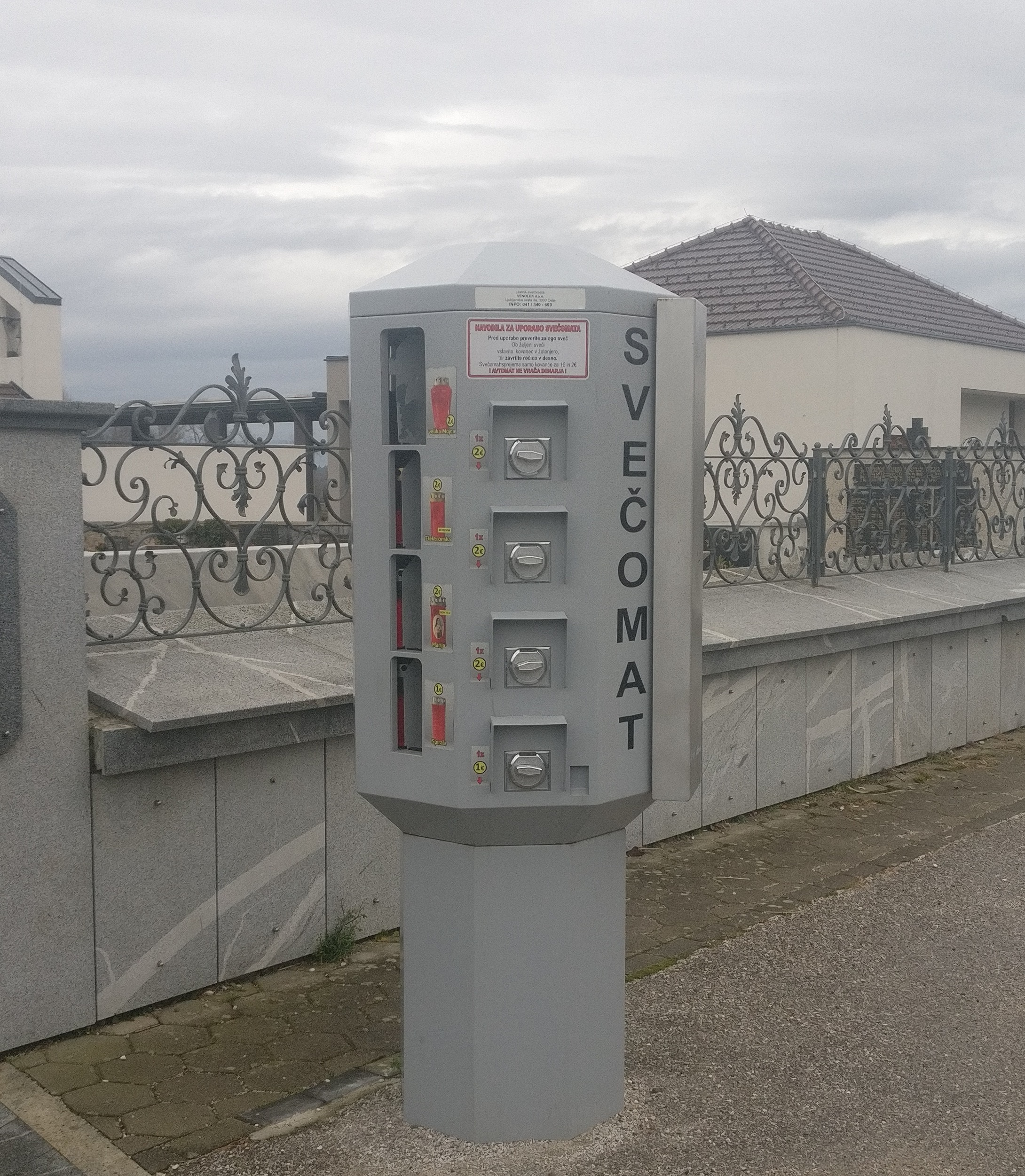
Đổ đầy và bảo dưỡng máy bán hàng tự động
- Máy bán nến mộ

## Máy bán hàng tự động thông thường

### Máy đổi tiền xu
Một máy đổi tiền là một máy bán hàng tự động chấp nhận mệnh giá lớn của tiền tệ và trả một số tiền bằng tiền với mệnh giá nhỏ hơn hoặc tiền xu. Thông thường, những chiếc máy này được sử dụng để cung cấp tiền xu để đổi lấy tiền giấy, trong trường hợp đó chúng còn thường được gọi là máy đổi tiền giấy.

### Máy bán thuốc lá

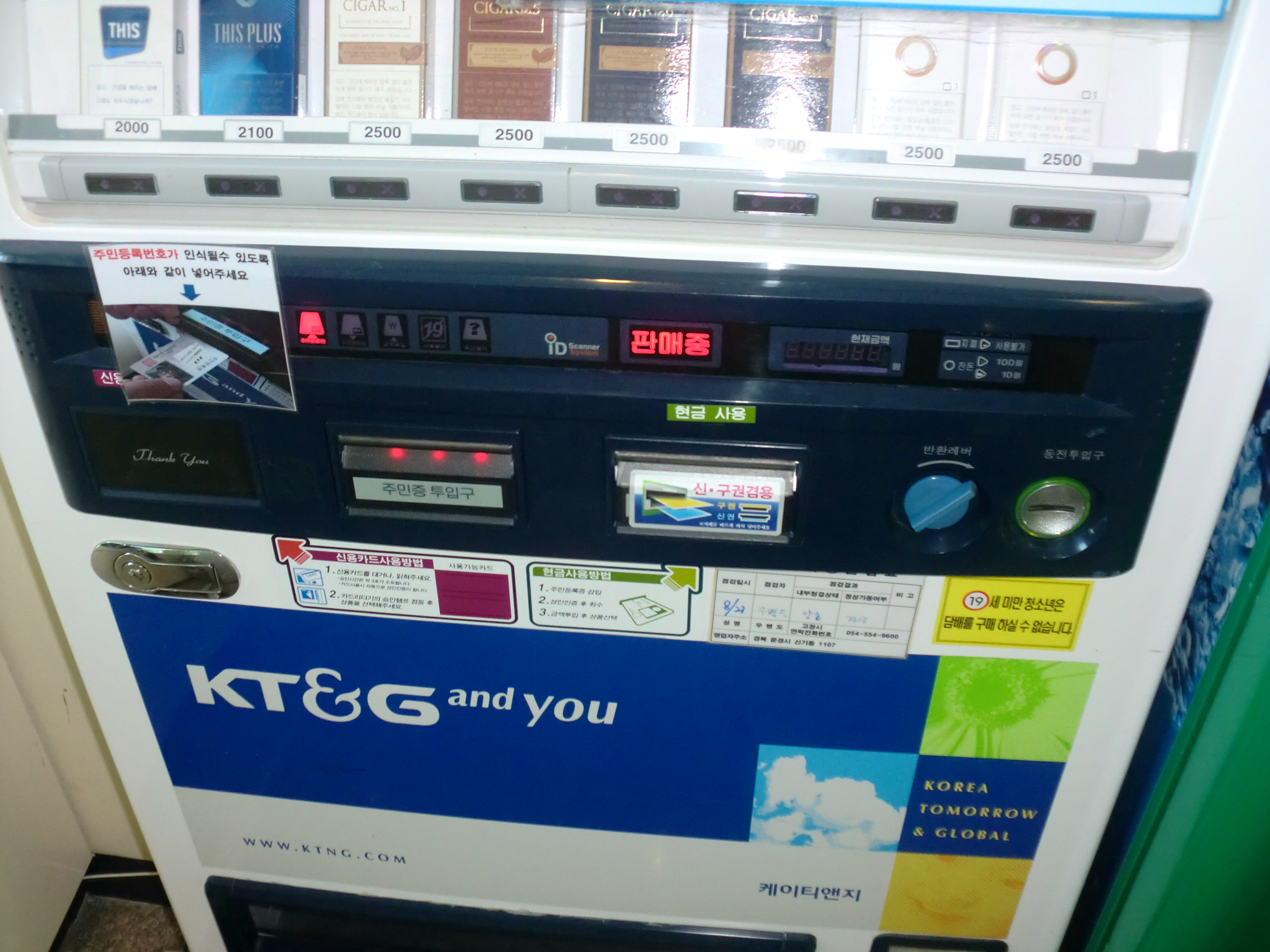
Máy bán thuốc lá ở Hàn Quốc

Trước đây, thuốc lá thường được bán ở Hoa Kỳ thông qua các máy này, nhưng điều này ngày càng hiếm do lo ngại về người mua chưa đủ tuổi.  Đôi khi phải đưa thẻ vào máy để chứng minh tuổi của một người trước khi có thể thực hiện mua hàng. Tại Vương quốc Anh, luật cấm họ hoàn toàn có hiệu lực vào ngày 1 tháng 10 năm 2011. Ở Đức, Áo, Ý, Cộng hòa Séc và Nhật Bản, máy bán thuốc lá vẫn còn phổ biến.
Tuy nhiên, kể từ năm 2007, việc xác minh độ tuổi là bắt buộc ở Đức và Ý - người mua phải từ 18 tuổi trở lên. Các loại máy khác nhau được lắp đặt trong các quán rượu và quán cà phê, các tòa nhà có thể tiếp cận công cộng khác và trên đường phố chấp nhận một hoặc nhiều thứ sau đây làm bằng chứng về tuổi tác: chứng minh thư của người mua, thẻ ghi nợ ngân hàng (thẻ thông minh) hoặc bằng lái xe của Liên minh Châu Âu. Tại Nhật Bản, việc xác minh độ tuổi là bắt buộc kể từ ngày 1 tháng 7 năm 2008 thông qua thẻ Taspo, chỉ được cấp cho những người từ 20 tuổi trở lên. Thẻ Taspo sử dụng RFID, lưu trữ giá trị tiền tệ và không tiếp xúc.